# ماری هانافوسا
ماری هانافوسا (به ژاپنی: 花總 まり Hanafusa Mari)؛ (زادهٔ ۲۸ فوریهٔ ۱۹۷۳) یک هنرپیشه اهل ژاپن است. از فیلم‌هایی که وی در آن نقش داشته است، می‌توان به زن قلعه‌دار، نائوتورا اشاره کرد.